# Вонеща вода
Вонѐща вода̀ е село в Северна България. То се намира в община Велико Търново, област Велико Търново. Името на селото произхожда от минералната вода в него, която е със силна миризма на сероводород. Вонеща вода е известен балнеологичен курорт.

## География
Село Вонеща вода се намира в планински район. Разположено в северното подножие на Централна Стара Планина, на около 28 km южно от Велико Търново и на 17 km източно от Трявна, покрай главния път от Велико Търново до Нова Загора през Прохода на Републиката (Хаинбоаз). Надморската височина на селото е над 351 m, а на курортното селище е 500 m. Климатът е умерено-континентален без резки температурни разлики.

## История и административно деление
Освен централната част на селото, Вонеща вода има и 4 махали (колиби). Най-голямата от тях е Градците (бивша Гърците), на 2 km югоизточно от центъра, до която има изграден нормален път с настилка. След 1974 г. към Вонеща вода са присъединени и колибите Гърневци, вляво от пътя за Велико Търново: Долни Гърневци на 1,2 km и Горни Гърневци на 2,5 km на север от селото. Радневци е на 2,8 km северозападно, вдясно от пътя за Трявна.

## Население

### Численост
Численост на населението според преброяванията през годините:
| \| Година на преброяване \| Численост \| \| --------------------- \| --------- \| \| 1934 \| 289 \| \| 1946 \| 302 \| \| 1956 \| 268 \| \| 1965 \| 181 \| \| 1975 \| 242 \| \| 1985 \| 328 \| \| 1992 \| 307 \| \| 2001 \| 249 \| \| 2011 \| 179 \| \| 2021 \| 160 \| |           |
| Година на преброяване | Численост |
| 1934 | 289       |
| 1946 | 302       |
| 1956 | 268       |
| 1965 | 181       |
| 1975 | 242       |
| 1985 | 328       |
| 1992 | 307       |
| 2001 | 249       |
| 2011 | 179       |
| 2021 | 160       |

### Етнически състав
Преброяване на населението през 2011 г.
Численост и дял на етническите групи според преброяването на населението през 2011 г.:
|                     | Численост | Дял (в %) |
| Общо                | 179       | 100.00    |
| Българи             | 167       | 93.29     |
| Турци               | 0         | 0.00      |
| Цигани              | 0         | 0.00      |
| Други               |           |           |
| Не се самоопределят |           |           |
| Неотговорили        | 10        | 5.58      |

## Религии
Християнство

## Забележителности и инфраструктура
В центъра на селото има паметник на известния войвода от националноосвободителното движение Филип Тотю. Родната къща на Филип Тотю е музей.

### Минерална вода и балнеология
Вонеща вода е известна с минералния извор в началото на селото и възможностите за балнеолечение и отдих. Минералната вода е използван ресурс за развитието на балнеолечебен и климатичен туризъм. Тя извира с температура 13 °С, като в местните хотелски комплекси и басейни се подгрява до 40 °С. Използва се за лечение чрез пиене и балнеолечение.
Основни показания за лечение с минералната вода:
- дихателна система – инхалации при хронични неспецифични заболявания на горните и долни дихателни пътища;
- дегенеративни и възпалителни ставни заболявания – анкилозиращ спондилоартрит, спондилози, ревматоиден артрит, коксартрози, гонартрози, артрозоартрити, подагра и др.;
- заболявания на периферната нервна система – дископатии, радикулити, плексити, неврити, полиневрити, полирадикулоневрити и др.;
- кожни заболявания – хронични неспецифични дерматити;
- ортопедични заболявания – за раздвижване при посттравматични и постоперативни състояния: след фрактури, контузии, луксации, вродени луксации, дисторзии, разкъсване на връзки на ставите и др.
- заболявания на обмяната на веществата;
- заболявания на женската полова система – ендометрит, дисменорея, стерилитет и др.

В селото функционират санаториум СБРФРМ „Димина“ и няколко хотелски комплекса с минерална вода.
Тя има химически състав, максимално близък до този на водите в световноизвестни балнеокурорти в Швейцарските Алпи и Франция, но ги превъзхожда по лечебни свойства:
| Съставки                     | Формула                     | mg/l   |
| Натриев сулфат               | Na2SO4                      | 398,2  |
| Калциев хидрокарбонат        | Ca(HCO3)2                   | 393,33 |
| Натриев хлорид               | NaCl                        | 241,72 |
| Магнезиев хидрокарбонат      | Mg(HCO3)2                   | 241,4  |
| Калиев сулфат                | K2SO4                       | 174,6  |
| Разтворен въглероден диоксид | CO2                         | 151    |
| Метаборна киселина           | mHBO2                       | 94,7   |
| Метасилициева киселина       | mH2SiO3                     | 94,7   |
| Йонни следи                  | mH2, TiO3, AsBa, UMh, Sr, P | 94,7   |
| Натриев хидросулфит          | NaHS                        | 9,47   |
| Разтворен сероводород        | H2S                         | 8,08   |
| Калиев хлорид                | KCl                         | 6,67   |
| Железен хидрокарбонат        | Fe(HCO3)2                   | 1,21   |
| Всичко разтворени вещества   |                             | 1900   |

## Личности
Родени във Вонеща вода
- Филип Тотю (1830 – 1907), български хайдутин и революционер, роден в колибите Гърците, по-късно Градците, днес част от Вонеща вода.